# Харьковский социально-экономический институт
Целью основания Харьковского социально-экономического института является подготовка специалистов профсоюзного движения в области социальной работы, организации труда, организации и управления персоналом предприятия, экономики предприятия.
Для реализации этой цели в институте сосредоточены высококвалифицированные преподавательские кадры: доктора и кандидаты социологических, экономических, технических, исторических, философских и психологических наук.

## История
Институт создан на базе высшего учебного заведения системы профессиональных союзов, которое было организовано в 1929 году. Поэтому институт также является основным учебным заведением в системе подготовки кадров для руководящих органов и организаций профсоюзов Украины. Направления научной деятельности — история международного и украинского профсоюзного движения; теория и практика социального партнерства; социальная конфликтология.
Сейчас институт имеет ІІІ уровень аккредитации (Лицензия Министерства образования и науки Украины АА № 902970 от 20.04.2004 г.), является членом Международной Кадровой Академии (МКА), постоянным участником разнообразных международных конференций по проблемам образования, занятости, труда, вопросам кадровой и социальной политики.

### Материально-техническая
Материально-техническая база института позволяет осуществлять учебный процесс на уровне современных требований.
Библиотека ХСЭИ в состоянии удовлетворить потребности студентов не только в литературе по общим дисциплинам, а и по социологическим и экономическим наукам, психологии, конфликтологии, социальной работе. Библиотечный фонд института считается наиболее полным из подобных специализированных направлений, постоянно пополняется новыми поступлениями.
Профессиональной подготовке благоприятствуют современно оборудованные компьютерные классы. В зависимости от того, какой иностранный язык студент изучал раньше, ведется изучение английского, немецкого или французского языка. Кабинеты иностранных языков оборудованы современной аудио и видео аппаратурой.
Работники кабинета технических средств обучения обеспечивают учебную и методическую работу, а именно: обеспечивают преподавателей демонстрационным материалом; проводят консультации и практические занятия с применением ТСО; отвечают за изготовление, приобретение и накопление фонда демонстрационных материалов.

## Ректоры института
- Дубровский, Михаил Лейбович — ректор ХСЭИ (1996 — 2005), с 1974 года — методист филиала ВШПД, кандидат исторических наук, профессор.
- Волков, Сергей Геннадиевич — ректор ХСЭИ (2005 — 2013), с 1996 года — заведующий кафедрой, проректор, доктор философии, профессор.
- Каревик Александр Александрович — ректор ХСЭИ (с 2013 года), с 2003 года — заведующий кафедрой, декан экономического факультета, проректор, доктор философии.

## Факультеты
В структуре института функционируют четыре факультета — экономический, социального партнерства, повышения квалификации профсоюзных кадров, последипломного образования.
ХСЭИ проводит подготовку специалистов по направлениям:

### Факультет социального менеджмента
Социальная работа (специальность 7.040.202)
(Лицензия Министерства образования и науки Украины АА № 902970 от 20.04.2004 г.).
Социальный работник действует в системе социальной политики государства, может работать в руководящих звеньях органов Министерства труда и социальной политики, пенсионных фондах, комитетах социальной защиты, профсоюзных органах, центрах работы с молодежью, в службах занятости, социально-психологических и экологических службах, отделах кадров организаций и учреждений социальной, учебной и научной сфер, найти своё место в туристико-экскурсионных структурах национального и международного уровней.

### Экономический факультет
Экономика предприятия (специальность 7.050.107)
(Лицензия Министерства образования и науки Украины АА № 902970 от 20.04.2004 г.).
Специалист в этой области подготовлен к планово-экономической, организационно-управленческой, аналитической и научной деятельности в разнообразных организациях всех форм собственности. Подготовка по бухгалтерскому учету, аудиту, управлению людскими ресурсами значительно повышает конкурентную способность специалистов на рынке труда.

### Факультет повышения квалификации
На факультете повышения квалификации профсоюзных кадров для управленческого состава профсоюзов Украины проводятся семинары, имеющие целью углубление базы знаний в специфических областях и развитие навыков, необходимых в повседневной деятельности руководителей.

### Факультет последипломного образования
(Лицензия Министерства образования и науки Украины АА № 902970 от 20.04.2004 г.).
Осуществляет обучение по специальностям "Экономика предприятия" и "Социальная работа" на базе диплома специалиста.
Обучение проводится на дневной и заочной форме обучения.

## Подкурсы
В институте открыто подготовительное отделение, целью которого является углубление знаний будущих абитуриентов и подготовка для вступления в высшие учебные заведения (Лицензия Министерства образования и науки Украины АА № 902970 от 20.04.2004 г.).